# Ellenthorpe
Ellenthorpe – civil parish w Anglii, w North Yorkshire, w dystrykcie (unitary authority) North Yorkshire. W 2001 civil parish liczyła 34 mieszkańców. Ellenthorpe jest wspomniana w Domesday Book (1086) jako Adelingestorp.